# 人民志愿纠察队

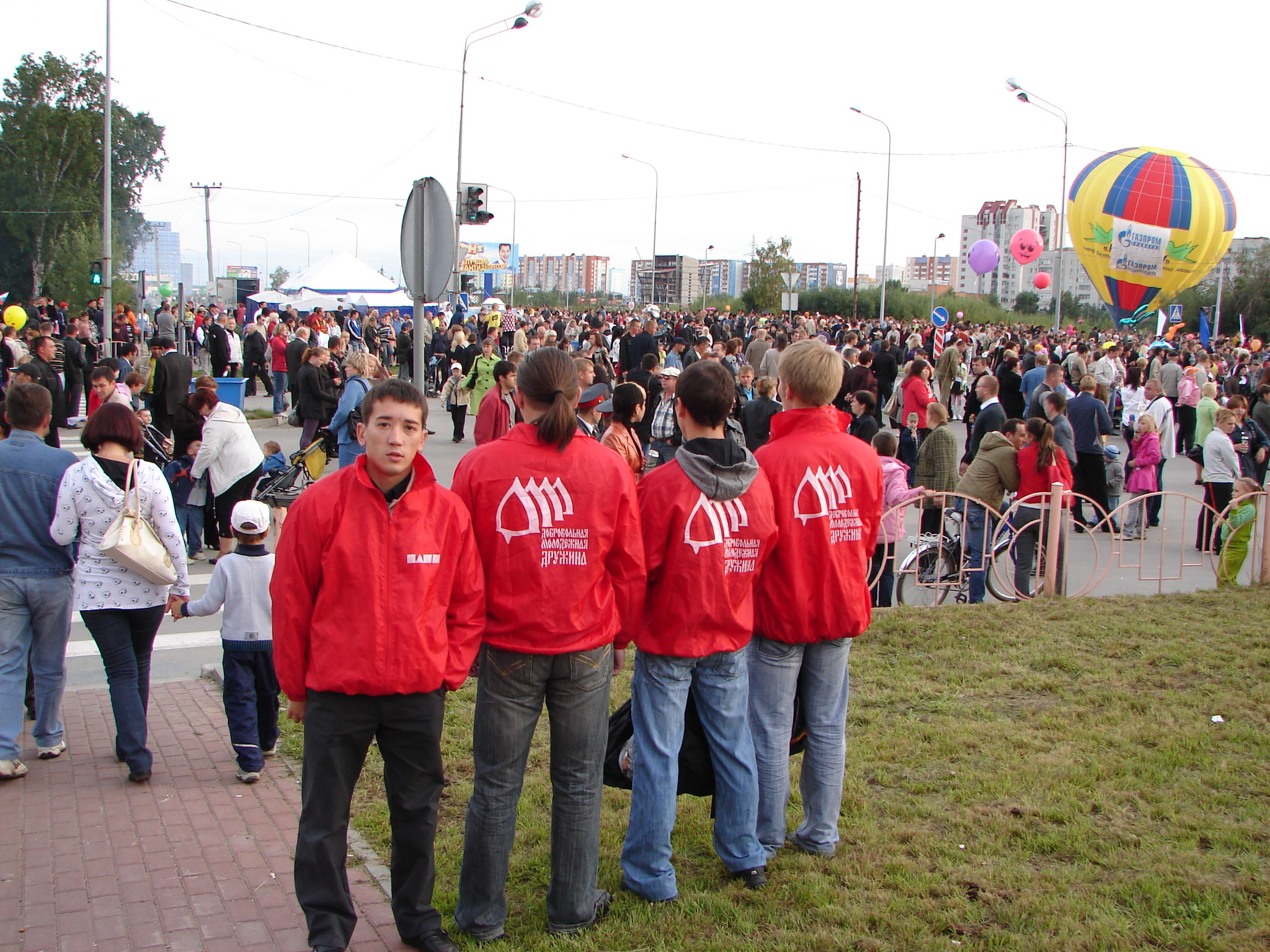
2009年9月5日，青年民主反法西斯运动“纳什”在苏尔古特的“青年志愿纠察队”。

人民志愿纠察队（俄语：Добровольная Народная Дружина, ДНД）是苏联的群众业余治安保卫组织。俄罗斯联邦也已恢复该组织。

## 历史
1913年，沙俄帝国设立人民志愿纠察队，辅助警察执法。
十月革命后，曾经有各种工农群众性质的治安组织。1930年代初期归并为支援民警志愿协会(ОСОДМИЛ)。1932年改为隶属于各级民警局，改称“民警志愿支队”(БРИГАДМИЛ)。
1958年11月，列宁格勒工人倡议成立人民志愿纠察队。1959年3月2日，苏共中央委员会与苏联部长会议通过《关于劳动人民参加维持国家社会秩序》的决议，正式确立了人民志愿纠察队的组织与作用，不再隶属于民警局系统，而是隶属于各级苏维埃执委会、工会、共青团等。志愿参加的人由本人向自己的工作单位或居住地的工会、 共青团或其它社会组织提出申请。队员不脱离原来的工作, 他们的业余纠察工作是无报酬的。人民纠察队的主要任务是协助民警维持社会治安。他们在执行任务时佩带有人民志愿纠察队缩写的红袖章。人民志愿纠察队由各级劳动人民代表苏维埃和它的执行、管理机关领导，接受检察机关的法律监督。到1959年底，人民志愿纠察队达到8万个，纠察队员达250万人。
人民志愿纠察队的巡逻通常有民警参加。人民志愿纠察队有扭送现行犯到民警局的权责。对形迹可疑的人有权检查其证件。
1974年5月20日苏共中央和苏联部长会议《关于进一步完善人民志愿纠察队维持社会秩序的活动》的决议和同日苏联最高苏维埃主席团《关于人民志愿纠察队在维持社会秩序中的基本义务和权利》的命令，人民志愿纠察队由地方苏维 埃和其执行委员会领导，协调纠察队与其它参加维护法制的国家机关和社会团体的活动；建立了各级指挥部(从村一级指挥部到共和国一级指挥部)对人民志愿纠察队进行业务上的领导。指挥部由党、政机关,工会、共青团组织和纠察队的某些指挥人员的代表组成。市、区、镇和村的指挥部制订各纠察队协同行动的措施, 调配纠察队在它们各活动地段和活动路线的力量, 组织纠察队领导人的学习等。边疆区、地区和州的指挥部总结和推广各指挥部的先进经验,给予下级指挥部方法上的帮助,检查它们的工作和采取消除缺点的办法,举行边疆区、地区和州纠察队员的集会等。
人民志愿纠察队的主要任务是维持社会治安和与违法行为斗争。具体有以下几个方面: 
1. 维持公共场所的社会秩序
2. 与流氓行为和酗酒斗争
3. 参加反盗窃和反投机倒把的斗争
4. 对人们进行法制教育,预防和制止各种违法犯罪活动
5. 保障交通安全,防止交通事故的发生
6. 在天灾或其它特殊情况下,参加抢救生命财产
7. 保护国家自然财富等

至1985年，苏联有人民志愿纠察队23万个，队员1000万人。其中60%是共产党员、共青团员。纠察队又分地区人民纠察队、专业化人民纠察队(反盗窃社会主义财产和投机倒把专业小组, 维护交通安全专业小组)、人民纠察联合行动队、共青团 专业化行动队和共青团纠察行动队。
1992年俄罗斯联邦尝试重建人民志愿纠察队。2008年至2011年青年民主反法西斯运动“纳什”发起组建“青年志愿纠察队”(俄语：Добровольная Молодёжная Дружина, ДМД)。但2011年7月以失败告终。2014年4月，在俄罗斯各地，重建了人民志愿纠察队，隶属于各地的警察局。

## 奖章
维护公共秩序有功奖章授予在维护社会秩序中立了功，表现勇敢、奋不顾身的民警、社会治安机关工作人员、人民志愿纠察队队员和其他公民。